# Quinazolinone
Il quinazolinone è un composto eterociclico.
Esistono due isomeri strutturali, il 2-quinazolinone e il 4-quinazolinone. L'isomero 4 è il più comune.

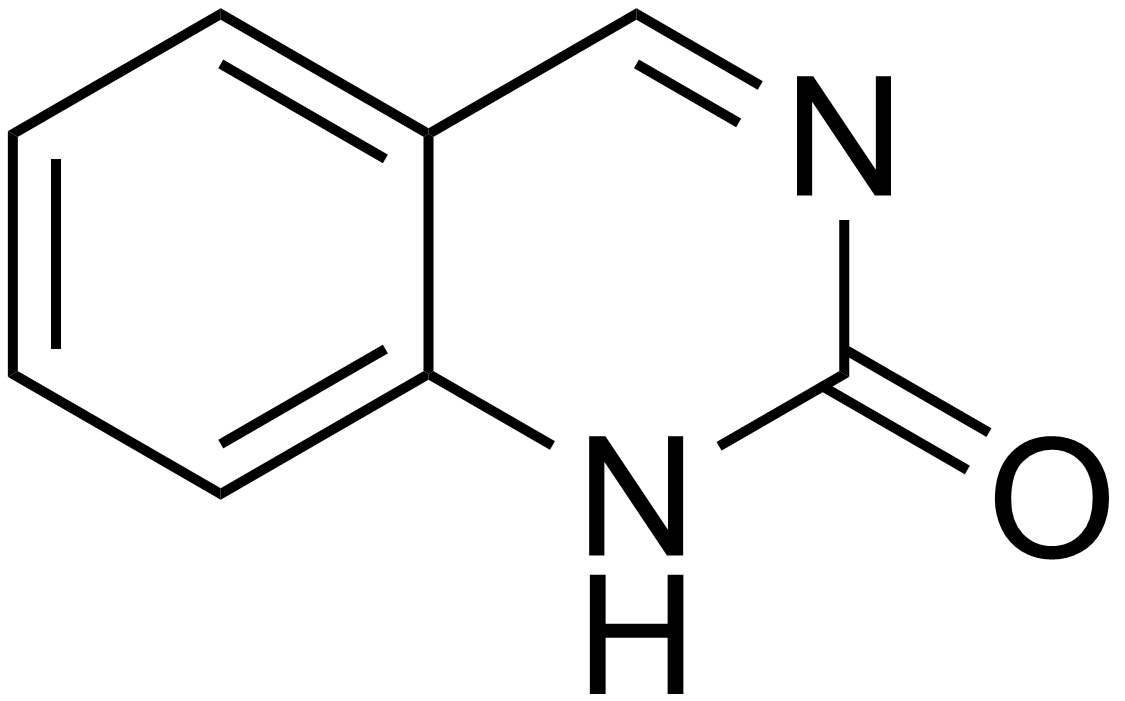
2-Quinazolinone
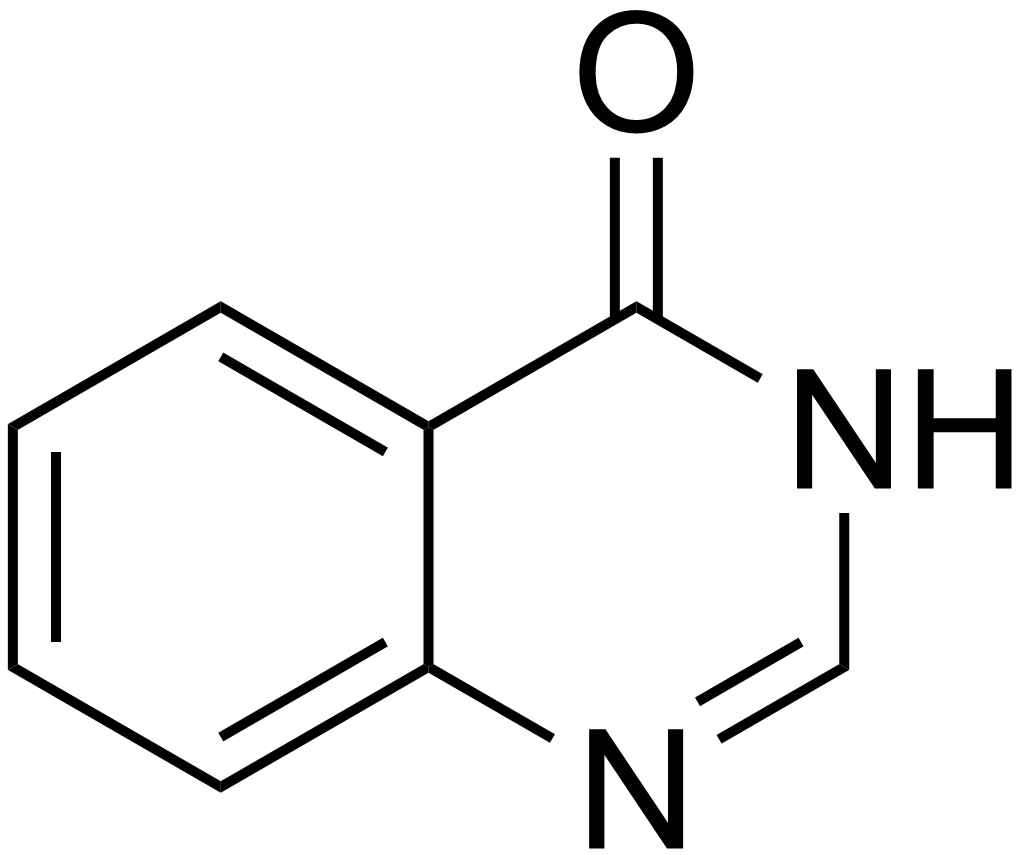
4-Quinazolinone

## Derivati
I quinazolinoni sono anche una classe di farmaci che agiscono come sedativi e ipnotici, che contengono un nucleo 4-quinazolinone nella loro struttura. Il loro utilizzo è stato anche proposto per il trattamento del cancro 
Gli esempi includono l'afloqualone, il cloroqualone, il diproqualone e il metaqualone. 

Afloqualone
Cloroqualone
Diproqualone
Metaqualone